# Didymodon brasiliensis
Didymodon brasiliensis là một loài Rêu trong họ Pottiaceae. Loài này được (Mitt.) A. Jaeger mô tả khoa học đầu tiên năm 1873.